# Джоб Беллінгем
Джоб Беллінгем (англ. Jobe Bellingham, нар. 23 вересня 2005, Стаурбридж) — англійський футболіст, півзахисник клубу «Боруссія» (Дортмунд).

## Клубна кар'єра
Народився 23 вересня 2005 року в місті Стаурбридж. Вихованець футбольної школи клубу «Бірмінгем Сіті». Дорослу футбольну кар'єру розпочав 2021 року в основній команді того ж клубу, в якій провів два сезони, взявши участь у 24 матчах Чемпіоншипу.
14 червня 2023 року Джоб Беллінгем приєднався до іншого клубу «Сандерленд». Станом на 1 квітня 2024 року відіграв за клуб з Сандерленда 45 матчів в національному чемпіонаті.
10 червня 2025 року підписав п'ятирічний контракт з німецьким клубом «Боруссія» (Дортмунд), в новій команді гравець буде грати під 77 номером на футболці.

## Виступи за збірні
2021 року дебютував у складі юнацької збірної Англії (U-16), загалом на юнацькому рівні взяв участь у 19 іграх, відзначившись 2 забитими голами.

## Статистика виступів

### Статистика клубних виступів
| Сезон                     | Команда                   | Чемпіонат                 | Чемпіонат | Чемпіонат | Національний кубок | Національний кубок | Національний кубок | Континентальні кубки | Континентальні кубки | Континентальні кубки | Інші змагання | Інші змагання | Інші змагання | Усього | Усього |
| Сезон                     | Команда                   | Ліга                      | Ігор      | Голів     | Ліга               | Ігор               | Голів              | Ліга                 | Ігор                 | Голів                | Ліга          | Ігор          | Голів         | Ігор   | Голів  |
| ------------------------- | ------------------------- | ------------------------- | --------- | --------- | ------------------ | ------------------ | ------------------ | -------------------- | -------------------- | -------------------- | ------------- | ------------- | ------------- | ------ | ------ |
| 2021–22                   | «Бірмінгем Сіті»          | ЧФЛ                       | 2         | 0         | КА+КЛ              | 1+0                | 0                  | -                    | -                    | -                    | -             | -             | -             | 3      | 0      |
| 2022–23                   | «Бірмінгем Сіті»          | ЧФЛ                       | 22        | 0         | КА+КЛ              | 0+1                | 0                  | -                    | -                    | -                    | -             | -             | -             | 23     | 0      |
| Усього за Birmingham City | Усього за Birmingham City | Усього за Birmingham City | 24        | 0         |                    | 2                  | 0                  |                      | -                    | -                    |               | -             | -             | 26     | 0      |
| 2023–24                   | «Сандерленд»              | ЧФЛ                       | 39        | 7         | КА+КЛ              | 1+1                | 0                  | -                    | -                    | -                    | -             | -             | -             | 41     | 7      |
| Усього за кар'єру         | Усього за кар'єру         | Усього за кар'єру         | 63        | 7         |                    | 4                  | 0                  |                      | -                    | -                    |               | -             | -             | 67     | 7      |

## Особисте життя
Його батько, Марк Беллінгем, грав у футбол на аматорському рівні та забив понад 700 голів протягом кар'єри гравця, його старший брат Джуд Беллінгем, є професійним футболістом, та грає за футбольний клуб «Реал Мадрид», фундаментом для становлення професійної кар'єри для братів став рідний клуб «Бірмінгем Сіті».

## Досягнення

### Збірні
- Чемпіон Європи серед молодіжних команд: 2025